# K.u.k. Armeeschießschule

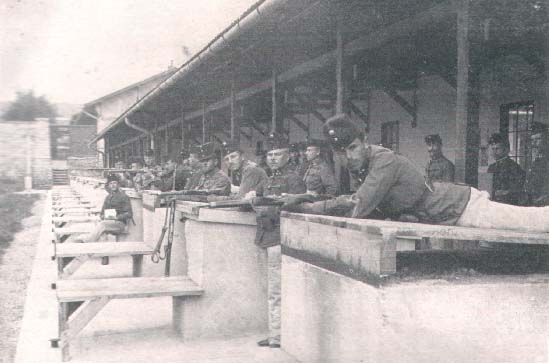
Frequentanten

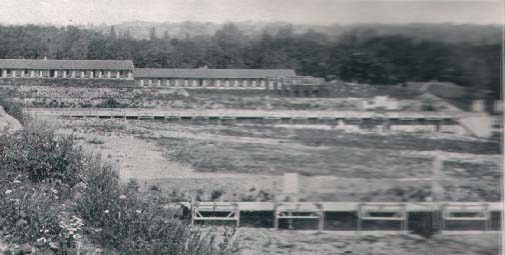
Gewehr-Schießstand 1908

Die k.u.k. Armeeschießschule war eine Einrichtung der österreichisch-ungarischen Streitkräfte. Sie teilte sich in die Unterabteilungen Instruktionsbataillon, Maschinengewehrschule sowie Versuchs- und Forschungsabteilung.
Aufgabe der Schießschule war die Ausbildung von Offizieren und Unteroffizieren in der Feuerleitung, der Verwendung und Handhabung von Hand- und Faustfeuerwaffen, sowie von Maschinengewehren. Des Weiteren standen Bajonettfechten, Turnen, die Leitung von Turnspielen, sportliche Veranstaltungen und Offiziers-Sportschießen auf dem Lehrplan.

## Geschichte

### Aufbau
Nach dem Ende des Krieges von 1866 musste man in der Führung der k.u.k. Streitkräfte mit einem Umdenken beginnen. Die k.k. Infanterie, ausgerüstet mit einem Vorderladergewehr und immer noch ausgebildet in der Linear- und  Sturmtaktik  der Napoleonischen Ära, stand gegen die modern geführten und bewaffneten (somit auch schneller schießenden) preußischen Verbände nahezu auf verlorenem Posten.

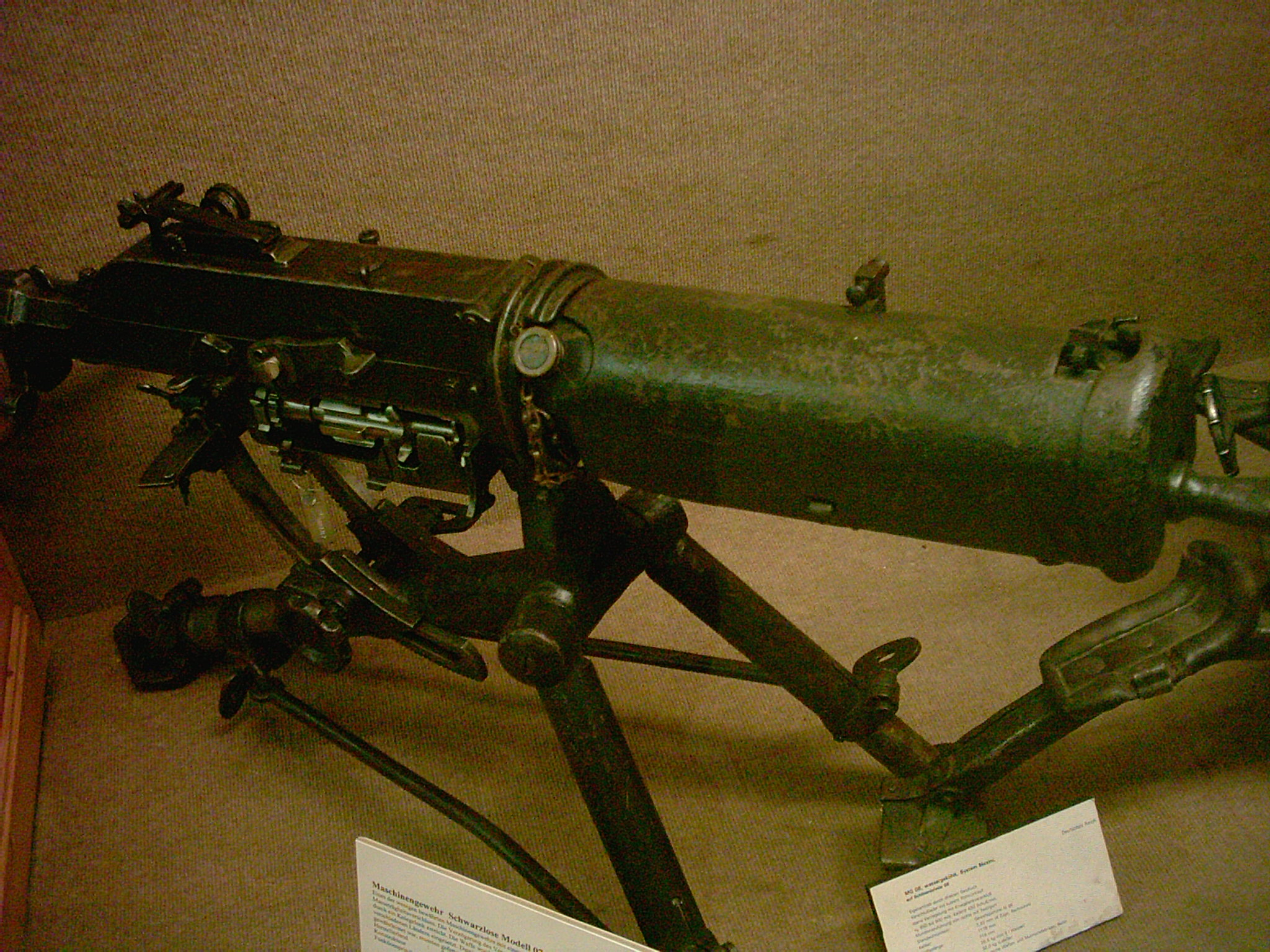
Maschinengewehr 07/12 „Schwarzlose“

Als erste Konsequenz errichtete man im Jahre 1868 in Bruck an der Leitha die Armeeschützenschule – bereits im Hinblick auf die im Jahre 1869 zu erfolgende Umrüstung der Armee auf das Hinterladergewehr, System Werndl. Es war unabdinglich geworden, die Ausbildung zu verbessern und die Vermittlung von waffentechnischen Kenntnissen zu steigern, insbesondere, da man bereits 1886 den bisherigen Werndl-Einzellader durch das Mehrladegewehr, System Mannlicher, ersetzte. Mit der Handhabung dieses Gewehres, sowie den Grundsätzen des Abteilungsfeuers mussten die Schützen vertraut gemacht, Studien und Erprobungen fortgesetzt, die Bestimmungen und Reglementierungen geändert, sowie auch die persönliche Ausrüstung der Soldaten den neuen Anforderungen angepasst werden.

### Erweiterung
Da die bisherige Institution diesen Anforderungen nicht mehr gerecht wurde, erfolgte im Jahre 1887 eine Reorganisation und Umbenennung in k.u.k. Armeeschießschule. Durch den bis dahin bestehenden Mangel an ausgebildeten Instruktoren war die Truppe nicht in der Lage, in einer effektiven Feuerleitung ausgebildet zu werden. Diese war jedoch zwingend notwendig, weshalb das angebotene Unterrichtsprogramm praktisch selbsttätig nach und nach immer mehr ausgeweitet wurde.
Im Jahre 1908 wurden nach langjährigen Erprobungen und Versuchen an der Schießschule das Maschinengewehr Schwarzlose (militärische Bezeichnung Maschinengewehr 07/12) eingeführt. Da man es versäumt hatte, die entsprechenden Instruktoren rechtzeitig auszubilden, fehlten bei den neuaufgestellten Maschinengewehr-Abteilungen die geschulten Offiziere und Unteroffiziere und man war gezwungen, dies unverzüglich nachzuholen. Da die als sehr sparsam bekannte österreichisch-ungarische Administration bisher nur sehr zögerlich Gelder zur Verfügung gestellt hatte, waren die Lehrgänge an der Schießschule bis dahin nur im unbedingt notwendig erachteten Rahmen abgehalten worden. Dies änderte sich jedoch angesichts der militärischen und politischen Krise auf dem Balkan, die der Okkupation von Bosnien-Herzegowina im Jahre 1908 durch Österreich-Ungarn folgte. Obwohl die finanziellen Mittel nur unwesentlich erhöht wurden, sah sich die Armeeführung gezwungen, die Schule mit allen ihr zur Verfügung stehenden Möglichkeiten zu unterstützen. Dies führte dazu, dass es der Armeeschießschule trotz denkbar schwieriger Verhältnisse im Winter 1908/09 gelang, das für einen eventuellen Mobilmachungsfall benötigte Personal auszubilden.

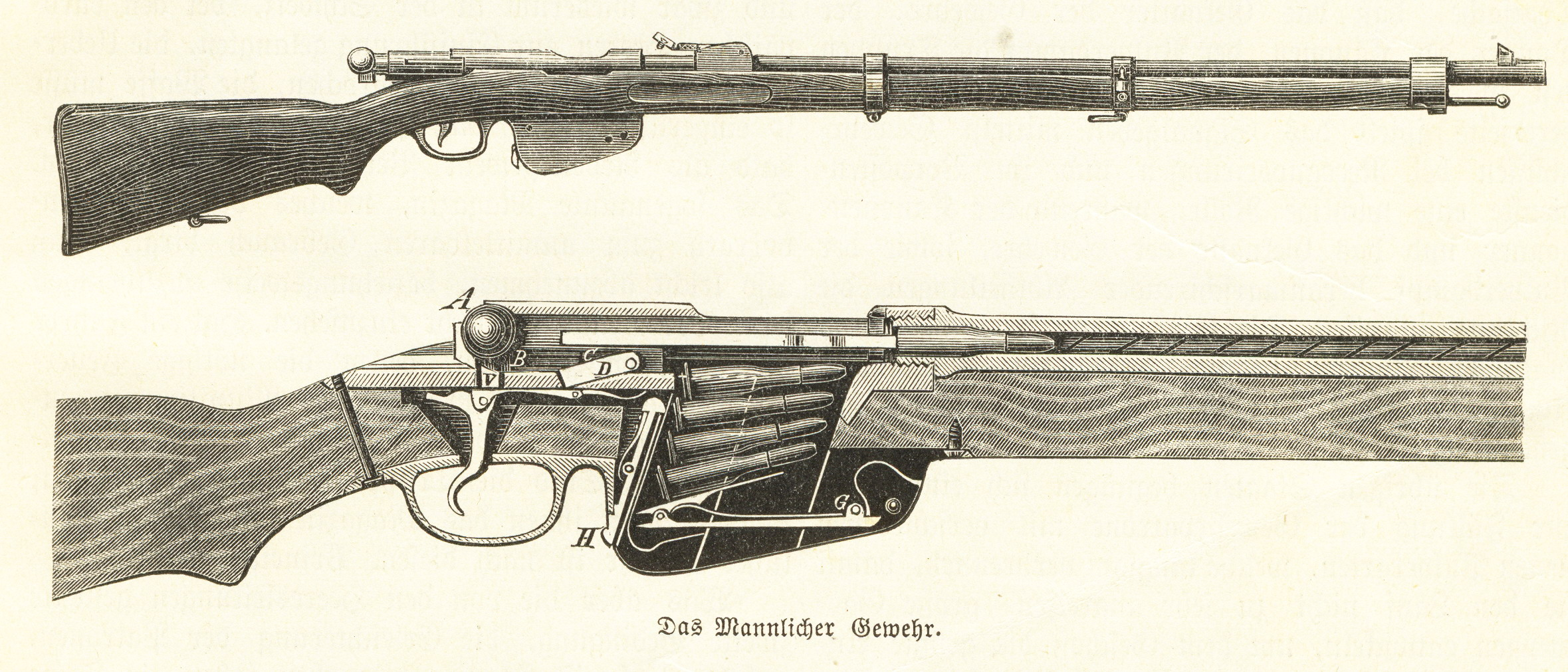
Mehrladegewehr Mannlicher M 1890

### Versuchsabteilungen
Dies alles führte zu einer Erweiterung und Vergrößerung der Institution, bis sie endlich im Jahre 1909 ihre endgültige Gestalt erhielt. Es handelte sich von da ab um eine außerordentlich praktische Ausbildungsstätte mit angeschlossener Versuchs- und Forschungsabteilung. Auf dem ihr zugewiesenen Versuchsgelände und den Laboratorien wurden Versuche und Studien auf allen Gebieten durchgeführt, die das Waffen- und Munitionswesen, ballistische Fragen, die persönliche Ausrüstung des Schützen und der Truppe betrafen. Aufgabe war es auch, die theoretisch ermittelten Werte in praktischen Feldversuchen nachzuweisen. Dazu reisten die Arbeitsgruppen der Abteilungen in alle Teile der Monarchie, sowohl in das Hochgebirge (eine Station der Gewehr-Prüfungskommission befand sich auf dem Ortler-Vorgipfel) als auch an die Adria und in die ungarische Tiefebene. Die solcherart und auch durch die Verfolgung des Fortschritts des Waffen- und Schießwesens in den anderen Staaten gemachten Erfahrungen flossen in die entsprechenden Reglements und Schießvorschriften ein.

## Ergebnisse
In verschiedenen Lehrkursen bildete man jährlich etwa 1000 Offiziere von Heer und Marine in der theoretischen und praktischen Feuerleitung aus und bereitete einen Teil von ihnen für eine Verwendung als Waffenoffizier vor. Etwa 50 Stabsoffiziere wurden für ihren umfangreichen Dienst bei der Truppe herangebildet und eine Anzahl von Truppenkommandanten über die Neuerungen auf allen Gebieten des Waffen- und Schießwesens informiert. Nicht unerheblich war auch der Anteil an ausländischen Offizieren, die an den Lehrgängen teilnahmen. Unter anderem wurden türkische, spanische, rumänische und chilenische Offiziere ausgebildet. Die Taktiklehrer und die des Schieß- und Waffenwesens an den Kadetten- und Korpsoffiziersschulen wurden für ihre Lehrtätigkeit vorbereitet, die Frequentanten (Teilnehmer) des Hochbaukurses für die Anlage und Sicherung von Elementar-Schießplätzen praktisch unterwiesen. Bei letzterem handelte es sich um eine eingehende Belehrung, verbunden mit praktischer Anleitung beim Anlegen, Einrichten und Sichern von Gefechtsschießplätzen und Zieldarstellungen.
Des Weiteren erhielten jährlich etwa 1500 Unteroffiziere von Heer und Marine ihre Ausbildungsbefähigung für den Truppendienst.

## Quelle
- FML Rudolf Stöger-Steiner Edler von Steinstätten: Die k.u.k. Armeeschiessschule. Aufsatz in Moderne Illustrierte Zeitung, Doppelnummer 10/11, Wien 1. Juni 1914, Siegmund Bergmann (Hrsg.).